# Château-Gaillard (Ain)
Château-Gaillard és un municipi francès situat al departament de l'Ain i a la regió d'Alvèrnia-Roine-Alps. L'any 2007 tenia 1.704 habitants.

## Demografia

### Població
El 2007 la població de fet de Château-Gaillard era de 1.704 persones. Hi havia 623 famílies de les quals 112 eren unipersonals (27 homes vivint sols i 85 dones vivint soles), 174 parelles sense fills, 256 parelles amb fills i 81 famílies monoparentals amb fills.
La població ha evolucionat segons el següent gràfic:
Habitants censats

### Habitatges
El 2007 hi havia 675 habitatges, 636 eren l'habitatge principal de la família, 13 eren segones residències i 26 estaven desocupats. 636 eren cases i 38 eren apartaments. Dels 636 habitatges principals, 481 estaven ocupats pels seus propietaris, 141 estaven llogats i ocupats pels llogaters i 14 estaven cedits a títol gratuït; 1 tenia una cambra, 15 en tenien dues, 76 en tenien tres, 199 en tenien quatre i 344 en tenien cinc o més. 543 habitatges disposaven pel capbaix d'una plaça de pàrquing. A 228 habitatges hi havia un automòbil i a 380 n'hi havia dos o més.

### Piràmide de població
La piràmide de població per edats i sexe el 2009 era:
| Homes | Edats   | Dones |
| ----- | ------- | ----- |
| 0     | 95 o +  | 0     |
| 0     | 90 a 94 | 0     |
| 8     | 85 a 89 | 0     |
| 0     | 80 a 84 | 8     |
| 12    | 75 a 79 | 12    |
| 16    | 70 a 74 | 36    |
| 32    | 65 a 69 | 24    |
| 28    | 60 a 64 | 24    |
| 44    | 55 a 59 | 44    |
| 48    | 50 a 54 | 52    |
| 40    | 45 a 49 | 28    |
| 64    | 40 a 44 | 60    |
| 48    | 35 a 39 | 68    |
| 60    | 30 a 34 | 60    |
| 32    | 25 a 29 | 44    |
| 36    | 20 a 24 | 24    |
| 44    | 15 a 19 | 72    |
| 52    | 10 a 14 | 80    |
| 60    | 5 a 9   | 44    |
| 60    | 0 a 4   | 36    |

## Economia
El 2007 la població en edat de treballar era de 1.125 persones, 886 eren actives i 239 eren inactives. De les 886 persones actives 831 estaven ocupades (439 homes i 392 dones) i 55 estaven aturades (18 homes i 37 dones). De les 239 persones inactives 93 estaven jubilades, 82 estaven estudiant i 64 estaven classificades com a «altres inactius».

### Ingressos
El 2009 a Château-Gaillard hi havia 644 unitats fiscals que integraven 1.787,5 persones, la mediana anual d'ingressos fiscals per persona era de 19.005 €.

### Activitats econòmiques
Dels 81 establiments que hi havia el 2007, 4 eren d'empreses extractives, 1 d'una empresa alimentària, 1 d'una empresa de fabricació de material elèctric, 1 d'una empresa de fabricació d'elements pel transport, 7 d'empreses de fabricació d'altres productes industrials, 32 d'empreses de construcció, 10 d'empreses de comerç i reparació d'automòbils, 5 d'empreses de transport, 3 d'empreses d'hostatgeria i restauració, 2 d'empreses d'informació i comunicació, 2 d'empreses financeres, 2 d'empreses immobiliàries, 6 d'empreses de serveis, 2 d'entitats de l'administració pública i 3 d'empreses classificades com a «altres activitats de serveis».
Dels 29 establiments de servei als particulars que hi havia el 2009, 3 eren tallers de reparació d'automòbils i de material agrícola, 2 paletes, 2 guixaires pintors, 1 fusteria, 6 lampisteries, 5 electricistes, 2 empreses de construcció, 2 perruqueries, 3 restaurants i 3 agències immobiliàries.
Dels 2 establiments comercials que hi havia el 2009, 1 era una botiga de menys de 120 m² i 1 una botiga de roba.
L'any 2000 a Château-Gaillard hi havia 13 explotacions agrícoles que ocupaven un total de 994 hectàrees.

## Equipaments sanitaris i escolars
El 2009 hi havia una escola elemental.

## Poblacions més properes
El següent diagrama mostra les poblacions més properes.